# Асепса
Асепса је појам у медицини којим се означава стање без живих микроорганизама на завојном материјалу, медицинским инструментима, вешу, итд. Асепса се постиже физичким средствима: кључалом водом, воденом паром, врелим ваздухом, за разлику од антисепсе, која у суштини има исти циљ као и асепса, али се њом означава спречавање раста и размножавања микроорганизама применом хемијских средства; на пример: октанисепта, јода, алкохола итд.

## Појмови
- Асептичан, односно стерилан, је апсолутан појам који означава непостојање никаквих микроорганизама на стерилном предмету;
- Дезинфикован је релативан појам који означава непостојање микроорганизама не неком предмету или, ако постоје микроорганизми, они су толико ослабљени да не могу изазвати инфекцију.

## Историја
Асепсу или стерилизацију медицинских инструмената топлотом (пламеном) међу првима користили су лекари у античком Риму. Међутим, са овом праксом је прекинуто током средњег века, што је имало за последицу значајни пораст морбидитета и морталитета након хируршких захвата. Због непоштовања принципа асепсе све до половине 19. века, нпр. ампутација удова била је праћена смртним исходом у око 50% случајева током постоперативног лечења.
Антисепсу као поступак код којег се уништавају сви облици микроорганизама, смањује њихов број, спречава раст и размножавање, први је увео у медицинску праксу 1867. године Џозеф Листер (1827–1912). Увођењу ове методе претходило је откриће Луја Пастера да су микроорганизми проузроковачи инфекција. То је усмерило Листера на размишљање да појава и ширење микроорганизама у рани доводи до високе постоперативне смртности (морталитета). Након што је започео третирање оперативних рана карболном киселином (фенолом), прање руку у 5% карболној киселини и прскањем оперативног поља истом, Листер је постигао невероватно велико снижавања инциденце сепсе и септичног шока.
То је само био само увод у револуционарна открића модерне асепсе и антисепсе и почетак примене стерилизације инструмената, употребе хируршких рукавица и припреме пацијената и руку хирурга за хируршке процедуре.
Асепсу као поступак код којег се искључује могућност инфекције, односно инфекцију своди на најмању могућу меру, као што то чини стерилизација инструмената врелим ваздухом, паром или кључалом водом, или употреба заштитних маски и других сличних физичких метода, и начина асептичког рада, први је увео у медицинску праксу професор хирургије у Берлину, Ернст фон Бергман 1890. године. Он је сматрао да је асепса само прелазни стадијум или једна фаза у савлађивању инфекције у току операције. Ернст фон Бергман је открићем аутоклава, уређаја који се користи за стерилизацију хируршких инструмената, омогућио успешну примену метода асептичног рада у свим гранама медицине, што је значајно утицало и на смањење броја јатрогених и болничких инфекција.
По другим изворима, употребу заштитних маски и других сличних физичких метода и начина асептичког рада први је увео шкотски хирург и гинеколог Роберт Лавсон Таит (1845—1899) у Бирмингему, 1890. године. Принципи и легендарне уредбе које увео Роберт Таит остале су да важе и до данашњих дана.
Тек је Schimmelbusche, Бергманов ученик, 1892. формулисао и описао технику асепсе какву је спроводио његов учитељ. Тако је асепса избила у први план и заменила антисептичке методе у свим клиникама света.

## Значај
Значај асепсе огледа се у потпуном уништењу клица физичким методама (топлота), по чему се она разликује од антисепсе која се заснива на примени хемијских метода. Асепса је, за разлику од антисепсе, метода профилаксе, а антисепса метода профилаксе, али и терапије. Применом антисептичких метода спречава се улазак клица у организам или спречава површинско загађење рана, а заснива се на обескличавању завојног материјала и инструмената који тако постају асептични (стерилни).
Тако припремљен материјал остаје стерилан све до поновног загађења, било због употребе или непрописног чувања, у ком случају га треба поново стерилисати (рестерилисати).
Површинске инфекције оперативног поља јављају се у око 5% чистих операција. Такође, инфекције су један од најчешћих разлога појаве болничких или јатрогених болести, које доводе до продужења дужине болничког лечења и боравка у јединицама интензивне неге и увећавају за пет пута могућност поновног пријема болесника и скоро двоструко увећавају смртност болнички лечених лица.
Ове инфекције се испољавају у периоду од 30 дана након операције и захватају само кожу и поткожно ткиво. Праћене су гнојењем, присуством бактерија у култури или постојањем једног од следећих клиничких знакова: бол или осетљивост на додир, локализован оток, црвенило и/или осећај топлоте. Најчешћи узрочници су стафилококус ауреус и коагулаза негативни стафилокок, који могу бити део нормалне флоре коже. Инфекције оперативне ране су обично полимикробног карактера и проузроковане су како аеробним, тако и анаеробним микроорганизмима. Треба нагласити да све више бактерија показује резистенцију на антимикробне лекове што представља и све већи проблем у терапији.
Контаминација микроорганизмима претходи настанку површинске инфекције. Квантитативно изражено, уколико је оперативно место контаминисано са више од 105 микроорганизама по граму ткива, постоји значајан ризик за настанак инфекције. Међутим, развој инфекције је пре свега последица сложене интеракције између стања пацијента, врсте оперативне процедуре и узрочника инфекције.
Сматра се да већина микроорганизама доспева на оперативно место током извођења хируршке процедуре, мада је могућ њихов транспорт и постоперативно, било хематогено, лимфогено или директним контактом. Највећи ризик за инокулацију оперативног места микроорганизмима је у периоду између прављења оперативне инцизије и њеног затварања, а критична процедура је припрема оперативног поља. Кожа има своју сталну сапрофитну флору и сматра се да око 1.000 клица живи на 1 см² коже. Према томе, на кожи пацијента који ће бити оперисан налази се велики број микроорганизама који могу бити узрочници инфекције.
Како је пожељно да овај број микроорганизама на кожи буде што је могуће мањи, то се може постићи правилном преоперативном припремом болесника применом одговарајућих метода антисепсе, уз претходно спроведену асепсу медицинских инструмента и медицинског веша и завојног материјала. У том циљу служимо се хемијским средствима, чиме се и антисепса разликује од асепсе, која се служи физичким методама.

## Методе асепсе
Асептична метода у медицини је она која се заснива на томе да се у медицинским процедурама употребљава само медицински материјал или опрема (инструменти) који је претходно потпуно обескличен, односно стерилан или асептичан, односно материјал који на себи не садржи било какве патогене или апатогене микроорганизме.
Методе које се примењују асепси носе назив стерилизација (припрема материјала физичким методама-топлотом, зрачењем или гасом). Предмет правилно подвргнут стерилизацији постаје асептични–стерилан и на себи не садржи било које микроорганизме.